# Lenhovda IF
Lenhovda IF (LIF) är en svensk idrottsförening från Lenhovda i Kronobergs län. Klubben grundades 1928, och utövar bland annat fotboll och ishockey. I organisationen ingår också skidor, tennis och gymnastik.

## Verksamheter

### Fotboll
Fotbollsverksamheten drog igång 1928. 1978 lyckades Lenhovda IF ta sig upp till Division 3. Samma år lyckades laget besegra Saudiarabiens landslag i en träningsmatch, efter att bland annat Ove Åberg lyckades springa ifrån det saudiska försvaret och skjuta bollen i mål.
Säsongerna 2005 och 2006 hade laget Patrik Isaksson (före detta Östers IF- och Växjö BK-profil) som tränare. 2005 låg laget på kvalplats till Division 4 inför sommaruppehållet. Säsongen 2006 åkte laget till division 6. En av klubbens mer framgångsrika spelare är Jerry Gustavsson, som spelade center i gamla Division 3 (senare Division 2), och även spelade för Kalmar AIK i gamla Division 1 (senare Superettan), och hade anbud från Allsvenskan.

### Ishockey

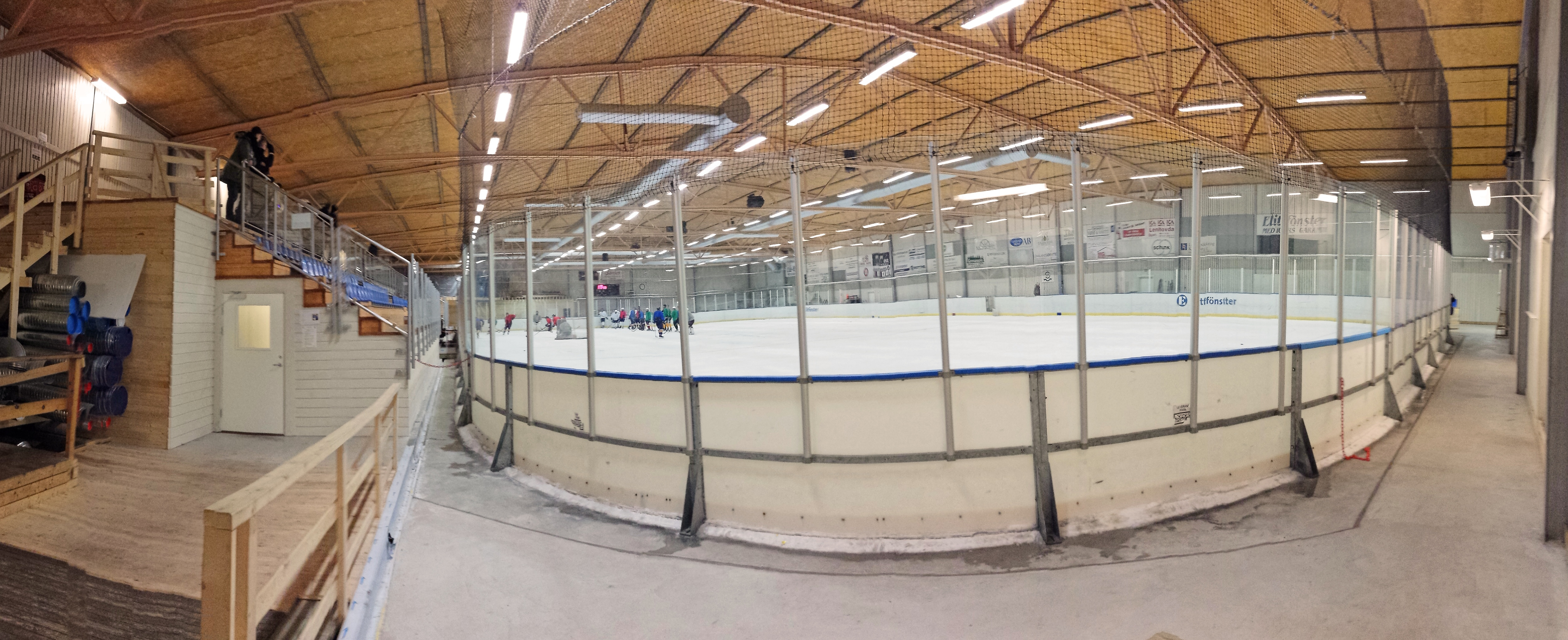
Lenhovda ishall under ett träningspass i december 2013.

Ishockeylaget spelade säsongen 2006/2007 i Division 3, där man spelat sedan omläggningen av seriesystemet 1994 gick man upp till gamla Division 3 (senare Division 2). Under andra halvan av 1990-talet gick Serguei Tsvetkov, som bland annat spelat för ryska landslaget och i Ryska superligan, till klubben. Under tidigt 2000-tal spelade Viktor Kovalonok för laget.

### Fotnoter
1. ↑  ”Om Lenhovda IF”. Lenhovda IF. http://www.laget.se/lenhovdaif/About. Läst 11 juli 2013.